# Natalja Ławrowa
Natalja Aleksandrowna Ławrowa ros.Наталья Александровна Лаврова (ur. 4 sierpnia 1984 w Penzie, zm. 23 kwietnia 2010 tamże) – rosyjska gimnastyczka, dwukrotna drużynowa złota medalistka igrzysk olimpijskich 2000 w Sydney i igrzysk olimpijskich Atenach. Zginęła 23 kwietnia 2010 roku w wypadku samochodowym.